# جاك هيرون
جاك هيرون (بالإنجليزية: Jack Heron) (8 نوفمبر 1948 بهراري في زيمبابوي - ) هو لاعب كريكت جنوب أفريقي. لعب مع منتخب زمبابوي للكريكت.

## وصلات خارجية
- جاك هيرون على موقع إي آس بي آن كريك إنفو (الإنجليزية)